# Jesjjo ljublju, jesjjo nadejus
Jesjjo ljublju, jesjjo nadejus (russisk: Ещё люблю, ещё надеюсь) er en sovjetisk spillefilm fra 1984 af Nikolaj Lyrtjikov.

## Medvirkende
- Jevgenij Jevstignejev som Vasilij Vasiljevitj
- Tamara Sjomina som Agnessa Fjodorovna Zakharova
- Vjatjeslav Nevinnyj som Boris Zakharov
- Valentina Talyzina som Antonina
- Marina Levtova som Ljusja